# Маргарита Виоланта Савойская
Маргарита Виоланта Савойская (итал.  Margherita Violante di Savoia,
фр.  Marguerite Yolande de Savoie; 15 ноября 1635, Турин — 29 апреля 1663, Парма) — принцесса Савойская, в замужестве герцогиня Пармская. Предполагаемая невеста короля Франции Людовика XIV. Впоследствии вышла замуж за Рануччо II Фарнезе, сына герцога Одоардо Фарнезе и Маргариты Медичи.

## Биография
Маргарита Виоланта была пятым ребёнком в семье герцога Савойского Виктора Амадея I и его жены Кристины Марии Французской, которая была дочерью короля Франции Генриха IV и Марии Медичи. Она родилась в Валентинском замке в герцогстве Савойском, которым её предки правили с 1416 года.
Отец принцессы умер в октябре 1637 года, когда ей было всего два года. Таким образом, её старший брат Франц Гиацинт стал герцогом Савойским в возрасте пяти лет. Её мать стала регентом Савойского герцогства.
Маргарита Виоланта росла в то время, когда два её дяди князь Морис и его младший брат князь Томас Савойские оспаривали власть у своей свояченицы и её французского окружения.
Когда Франц Гиацинт умер в 1638 году, оба брата начали гражданскую войну в Пьемонте, опираясь на поддержку Испании . Обе стороны конфликта получили название: «principisti» (сторонники князей) и «madamisti» (сторонники герцогини). Франца Гиацинта на троне сменил младший брат принц Карл Эммануил.
Первой из братьев и сестёр Маргариты Виоланты в брак вступила её старшая сестра Луиза Кристина, которая в 1642 году в возрасте 13 лет стала супругой своего дяди Мориса Савойского, скрепив таким образом мирный договор между матерью и дядями. Затем младшая сестра принцесса Генриетта Аделаида стала в 1650 году супругой баварского наследного принца (позднее курфюрста) Фердинанда Марии. Позднее герцогиня Мария Кристина начала переговоры с Францией в целях обеспечения брака между Маргаритой Виолантой и королём Людовиком XIV, который приходился двоюродным братом предполагаемой невесте (его отец, Людовик XIII, был старшим братом Марии Кристины).
Маргарита Виоланта не была единственной невестой короля. Испанский двор предложил королю руку инфанты Марии Терезии Испанской. Мария Терезия была дочерью Елизаветы Французской, которая приходилась сестрой Людовику XIII и герцогине Марии Кристине. Таким образом, Маргарита Виоланта и Мария Терезия были двоюродными сёстрами. Отец инфанты, испанский король Филипп IV, приходился братом Анне Австрийской, матери Людовика XIV. Он стремился к установлению мира между Францией и Испанией посредством брака Людовика и Марии Терезии.
Переговоры между Францией и Савойским герцогством привели к договорённости о встрече в Лионе Людовика и Маргариты Виоланты. Король покинул Париж 25 октября 1658 года вместе с вдовствующей королевой, герцогом Орлеанским, Великой мадемуазель и фавориткой Марией Манчини.
Предварительно было решено, что брак состоится лишь в том случае, если принцесса понравится королю. Первоначальное впечатление было благоприятным. Людовик заявил: «… Она такая же миниатюрная, как жена маршала де Вильруа, но фигура у неё необыкновенно красивая. Она чуть смугловата, но ей это идёт. У неё красивые глаза, вообще, она мне нравится и вполне мне подходит». Но затем король изменил своё мнение, возможно под давлением Марии Манчини и кардинала Мазарини. Кардинал был сторонником «испанского брака». Вскоре в Лион прибыл посланец испанского короля. Мазарини объявил герцогине Марии Кристине: «… долг повелевает королю любой ценой прекратить войну, которая длится уже двадцать лет, и подарить Франции мир. Единственным же средством достигнуть этого является брак с Марией Терезией Испанской».
Брак, столь желанный для Савойского герцогства, не состоялся. Маргарита Виоланта была незамужней до 1660 года. Её мужем стал правящий герцог Пармы Рануччо Фарнезе. Свадьба состоялась в Турине 29 апреля 1660 года. Людовик XIV женился на Марии Терезии 9 июня 1660 года, вскоре они стали родителями дофина Людовика.
У Маргариты Виоланты и Рануччо было двое детей, которые умерли в младенчестве: дочь, родившая мёртвой в 1661 году, и сын, умерший через два дня после рождения в 1663 году.
Маргарита Виоланта и её муж начали реконструировать герцогский дворец в Колорно, который стал главной резиденцией герцогской семьи. Там она умерла во время родов своего второго ребёнка. Маргарита Виоланта была похоронена в Святилище Санта-Мария-делла-Стекката в центре города Парма.
После смерти герцогини, её муж был женат ещё два раза на моденских принцессах: Изабелле д’Эсте (1635—1666), а затем на её сестре — Марии д’Эсте (1644—1684). Единственным выжившим ребёнком Изабеллы был Одоардо Фарнезе, отец будущей королевы Испании Елизаветы Фарнезе. В браке с принцессой Марией родился сын Франческо Фарнезе, впоследствии герцог Пармы, который продолжил работу в Колорно и скончался в 1727 году.